# Verbascum hasbenlii
Verbascum hasbenlii är en flenörtsväxtart som beskrevs av Aytaç och Hayri Duman. Verbascum hasbenlii ingår i släktet kungsljus, och familjen flenörtsväxter. Inga underarter finns listade i Catalogue of Life.